# Back in Black
Back in Black är den australiska hårdrocksgruppen AC/DC:s sjunde studioalbum, utgivet den 25 juli 1980. Back in Black är det första albumet gruppen spelade in med Brian Johnson som ersatte den förre sångaren Bon Scott, som avlidit tidigare samma år.
Albumet räknas som ett av hårdrockens bästa med låtar som "You Shook Me All Night Long", "Hells Bells", "Back in Black" och "Rock & Roll Ain't Noise Pollution". Det blev etta på albumlistan i Storbritannien och fyra i USA. Back in Black har sålts i cirka 50 000 000 exemplar och är därmed världens näst mest sålda album genom tiderna.

## Låtförteckning
Alla låtar är skrivna och komponerade av Angus Young, Malcolm Young och Brian Johnson. 
| 1. | Hells Bells                    | 5:14 |
| 2. | Shoot to Thrill                | 5:20 |
| 3. | What Do You Do for Money Honey | 3:37 |
| 4. | Given the Dog a Bone           | 3:33 |
| 5. | Let Me Put My Love into You    | 4:16 |

| 6.           | Back in Black                       | 4:18  |
| 7.           | You Shook Me All Night Long         | 3:32  |
| 8.           | Have a Drink on Me                  | 3:58  |
| 9.           | Shake a Leg                         | 4:06  |
| 10.          | Rock and Roll Ain't Noise Pollution | 4:16  |
| Total längd: | Total längd:                        | 42:11 |

## Medverkande
AC/DC
- Angus Young – sologitarr
- Malcolm Young – gitarr
- Brian Johnson – sång
- Phil Rudd – trummor
- Cliff Williams – elbas

Produktion
- Robert John "Mutt" Lange – producent
- Tony Platt – inspelningstekniker
- Jack Newber – inspelningsassistent
- Benji Armbrister – inspelningsassistent
- Brad Samuelsohn – mixning

Omslag
- Bob Defrin – omslag
- Bob Ellis – foto